# Humberto Clavijo
Humberto Clavijo (født 18. juli 1973 i Villavicencio) er en colombiansk fodbolddommer, som dømmer i den colombianske liga, samt i Copa Libertadores. Han blev FIFA-dommer i 2008, og dømmer som linjedommer. Han har dømt et VM i fodbold i VM 2010 hvor han var linjedommer for Óscar Ruiz fra Colombia.